# Schermen op de Olympische Zomerspelen 1984
Schermen is een van de sporten die beoefend werden tijdens de Olympische Zomerspelen 1984 in Los Angeles.

## Heren

### floret individueel
| rang   | sporter(s)          | land |
| ------ | ------------------- | ---- |
| Goud   | Mauro Numa          | ITA  |
| Zilver | Matthias Behr       | FRG  |
| Brons  | Stefano Cerioni     | ITA  |
| 4      | Frédéric Pietruszka | FRA  |
| 5      | Andrea Borella      | ITA  |
| 6      | Mathias Gey         | FRG  |
| 7      | Philippe Omnès      | FRA  |
| 8      | Thierry Soumagne    | BEL  |

### floret team
| rang   | sporter(s)                                                                 | land |
| ------ | -------------------------------------------------------------------------- | ---- |
| Goud   | Mauro Numa Andrea Borella Stefano Cerioni Angelo Scuri Andrea Cipressa     | ITA  |
| Zilver | Matthias Behr Mathias Gey Harald Hein Frank Beck Klaus Reichert            | FRG  |
| Brons  | Philippe Omnès Patrick Groc Frédéric Pietruszka Pascal Jolyot Marc Cerboni | FRA  |
| 4      | Joachim Wendt Dieter Kotlowski Georg Somloi Robert Blaschka Georg Loisel   | AUT  |
| 5      | Michael Marx Gregory Massialas Peter Lewison Mark Smith Michael McCahey    | USA  |
| 6      | William Gosbee Pierre Harper Nicholas Bell Robert Bruniges Graham Paul     | GBR  |
| 7      | Chu Shisheng Cui Yining Yu Yifeng Wang Wei Zhang Jian                      | CHN  |
| 8      | Thierry Soumagne Peter Joos Stefan Joos Stéphane Ganeff                    | BEL  |

### degen individueel
| rang   | sporter(s)      | land |
| ------ | --------------- | ---- |
| Goud   | Philippe Boisse | FRA  |
| Zilver | Björne Väggö    | SWE  |
| Brons  | Philippe Riboud | FRA  |
| 4      | Stefano Bellone | ITA  |
| 5      | Michel Poffet   | SUI  |
| 6      | Elmar Borrmann  | FRG  |
| 7      | Alexander Pusch | FRG  |
| 8      | Volker Fischer  | FRG  |

### degen team
| rang   | sporter(s)                                                                        | land |
| ------ | --------------------------------------------------------------------------------- | ---- |
| Goud   | Elmar Borrmann Volker Fischer Gerhard Heer Rafael Nickel Alexander Pusch          | FRG  |
| Zilver | Philippe Boisse Jean-Michel Henry Olivier Lenglet Philippe Riboud Michel Salesse  | FRA  |
| Brons  | Stefano Bellone Sandro Cuomo Cosimo Ferro Roberto Manzi Angelo Mazzoni            | ITA  |
| 4      | Jacques Cardyn Jean-Marc Chouinard Alain Côté Michel Dessureault Daniel Perreault | CAN  |
| 5      | Jerri Bergström Greger Forslöw Kent Hjerpe Jonas Rosén Björne Väggö               | SWE  |
| 6      | Cui Yining Pang Jin Zhao Lizhong Zong Xiangqing                                   | CHN  |
| 7      | Kim Bong-man Kim Sung-moon Lee II-hee Min Kyung-seung Yoon Nam-jin                | KOR  |
| 8      | William Johnson John Llewellyn Neal Mallett Steven Paul Jonathan Stanbury         | GBR  |

### sabel individueel
| rang   | sporter(s)           | land |
| ------ | -------------------- | ---- |
| Goud   | Jean-François Lamour | FRA  |
| Zilver | Marco Marin          | ITA  |
| Brons  | Peter Westbrook      | USA  |
| 4      | Hervé Granger-Veyron | FRA  |
| 5      | Pierre Guichot       | FRA  |
| 6      | Marin Mustaţă        | ROU  |
| 7      | Giovanni Scalzo      | ITA  |
| 8      | Ioan Pop             | ROU  |

### sabel team
| rang   | sporter(s)                                                                               | land |
| ------ | ---------------------------------------------------------------------------------------- | ---- |
| Goud   | Marco Marin Gianfranco Dalla Barba Giovanni Scalzo Ferdinando Meglio Angelo Arcidiacono  | ITA  |
| Zilver | Jean-François Lamour Pierre Guichot Hervé Granger-Veyron Philippe Delrieu Franck Ducheix | FRA  |
| Brons  | Marin Mustaţă Ioan Pop Alexandru Chiculiţă Corneliu Marin Vilmos Szabo                   | ROU  |
| 4      | Dieter Schneider Jürgen Nolte Freddy Scholz Jörg Stratmann Jörg Volkmann                 | FRG  |
| 5      | Wang Ruiji Chen Jinchu Yang Shisheng Liu Guozhen Liu Yunhong                             | CHN  |
| 6      | Peter Westbrook Steve Mormando Phillip Reilly Joel Glucksman Michael Lofton              | USA  |
| 7      | Jean-Marie Banos Jean-Paul Banos Marc Lavoie Claude Marcil Eli Sukunda                   | CAN  |
| 8      | Richard Cohen Paul Klenerman James Philbin Mark Slade John Zarno                         | GBR  |

## Dames

### floret individueel
| rang   | sporter(s)          | land |
| ------ | ------------------- | ---- |
| Goud   | Luan Jujie          | CHN  |
| Zilver | Cornelia Hanisch    | FRG  |
| Brons  | Dorina Vaccaroni    | ITA  |
| 4      | Elisabeta Guzganu   | ROU  |
| 5      | Veronique Brouquier | FRA  |
| 6      | Laurence Modaine    | FRA  |
| 7      | Sabine Bischoff     | FRG  |
| 8      | Brigitte Gaudin     | FRA  |

### floret team
| rang   | sporter(s)                                                                                | land |
| ------ | ----------------------------------------------------------------------------------------- | ---- |
| Goud   | Ute Wessel Christiane Weber Cornelia Hanisch Sabine Bischoff Zita-Eva Funkenhauser        | FRG  |
| Zilver | Aurora Dan Monika Weber-Kosztó Rozália Oros Marcela Zsák Elisabeta Guzganu                | ROU  |
| Brons  | Laurence Modainé Pascale Trinquet-Hachin Brigitte Gaudin Véronique Brouquier Anne Meygret | FRA  |
| 4      | Dorina Vaccaroni Clara Mochi Margherita Zalaffi Lucia Traversa Carola Cicconetti          | ITA  |
| 5      | Luan Jujie Zhu Qingyuan Li Huahua Wu Qiuhua Zhu Minzhu                                    | CHN  |
| 6      | Vincenta Bradford Sharon Monplaisir Susan Badders Debra Waples Jana Angelakis             | USA  |
| 7      | Ann Brannon Linda Martin Fiona McIntosh Elizabeth Thurley Katherine Arup                  | GBR  |
| 8      | Mieko Miyahara Azusa Oikawa Miyuki Maekawa Tomoko Oka                                     | JPN  |

## Medaillespiegel
| rang   | land                     | goud | zilver | brons | totaal |
| ------ | ------------------------ | ---- | ------ | ----- | ------ |
| 1      | Italië                   | 3    | 1      | 3     | 7      |
| 2      | Bondsrepubliek Duitsland | 2    | 3      | 0     | 5      |
| 3      | Frankrijk                | 2    | 2      | 3     | 7      |
| 4      | China                    | 1    | 0      | 0     | 1      |
| 5      | Roemenië                 | 0    | 1      | 1     | 2      |
| 6      | Zweden                   | 0    | 1      | 0     | 1      |
| 7      | Verenigde Staten         | 0    | 0      | 1     | 1      |
| totaal | totaal                   | 8    | 8      | 8     | 24     |